# دافور كراليفيتش
دافور كراليفيتش هو لاعب كرة قدم كرواتي في مركز الدفاع، ولد في 7 يوليو 1978 في فاراجدين في كرواتيا. شارك مع منتخب كرواتيا تحت 21 سنة لكرة القدم. أما مع النوادي، فقد لعب مع تنس بوروسيا برلين ونادي فاراجدين ونادي هايدنهايم.

## وصلات خارجية
- دافور كراليفيتش على موقع قاعدة بيانات كرة القدم.إي يو (الإنجليزية)
- دافور كراليفيتش على موقع بيانات كرة القدم. دي إي (الألمانية)